# Aglais nixa
Aglais nixa är en fjärilsart som beskrevs av Grum-grshimailo 1890. Aglais nixa ingår i släktet Aglais och familjen praktfjärilar. Inga underarter finns listade i Catalogue of Life.